# Calderonismo

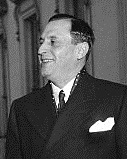
Dr.Rafael Ángel Calderón Guardia.

Calderonismo é uma doutrina política e ideológica da Costa Rica que surgiu na década de 1940 sob a liderança do caudillo Dr. Rafael Ángel Calderón Guardia, antes, durante e depois deste assumir a presidência, e foi continuada por diversas forças políticas como a Coalición Unidad, o Partido Unificación Nacional e o atual Partido Unidad Social Cristiana. Está ligada com a tendência liberacionista, uma das duas tendências políticas tradicionais da política costarriquenha, com a qual representou um certo tipo de bipartidarismo costarriquenho de 1948 a 2002, quando se quebra o sistema bipartidarista e gira em torno da família Calderón. É uma forma de social-cristianismo populista e católico muito semelhante ao peronismo argentino.